# Kratonohy
Kratonohy – gmina w Czechach, w powiecie Hradec Králové, w kraju hradeckim. Według danych z dnia 1 stycznia 2013 liczyła 590 mieszkańców.
W miejscowości jest przystanek kolejowy Kratonohy.